# Сежхув (Великопольське воєводство)
Сежхув (пол. Sierzchów) — село в Польщі, у гміні Опатувек Каліського повіту Великопольського воєводства.
Населення — 473 особи (2011).
У 1975—1998 роках село належало до Каліського воєводства.

## Демографія
Демографічна структура станом на 31 березня 2011 року:
|          | Загалом | Допрацездатний вік | Працездатний вік | Постпрацездатний вік |
| -------- | ------- | ------------------ | ---------------- | -------------------- |
| Чоловіки | 243     | 57                 | 158              | 28                   |
| Жінки    | 230     | 51                 | 122              | 57                   |
| Разом    | 473     | 108                | 280              | 85                   |